# Hedotettix gracilis
Hedotettix gracilis är en insektsart som först beskrevs av Wilhem de Haan 1842.  Hedotettix gracilis ingår i släktet Hedotettix och familjen torngräshoppor. Inga underarter finns listade i Catalogue of Life.